# Mesembryanthemum nodiflorum
L'erba cristallina stretta (Mesembryanthemum nodiflorum L.) è una pianta annuale appartenente alla famiglia delle Aizoacee.

## Descrizione
È una pianta erbacea annuale con portamento strisciante e fusto prostrato, che pur essendo molto ramificato raggiunge pochi centimetri di altezza. Le foglie, solitamente non più lunghe di 14 mm, sono strette e di forma oblunga, semicilindrica. Sono ricoperte di piccole papille e hanno una colorazione che va dal verde al rosso verso gli apici. I fiori, di colore bianco, sono sessili e poco vistosi, misurano circa 1 cm di diametro e sono circondati da brattee biancastre simili a foglie ma più brevi del calice. Il frutto è una piccola capsula loculicida. Il periodo di fioritura va da marzo a giugno.

## Distribuzione e habitat
La pianta è diffusa negli ambienti costieri mediterranei nonché in Sudafrica e Namibia, il che fa pensare ad un areale primitivo ben più esteso di quello attuale. Normalmente cresce in siti litoranei poco antropizzati.